# Герб Саксонии
Герб Саксо́нии — официальный символ Свободного государства Саксония.
Представляет собой щит, девятикратно пересечённый на чернь и золото, поверх щита правая перевязь в виде рутовой короны.
Герб является также родовым для Веттинов. Происхождение зелёной перевязи связывают с венком из растений, который носили женщины и который, при случае, они могли подарить понравившемуся рыцарю.